# أكاديمية بطلي (الموسم 3)
الموسم الثالث من أكاديمية بطلي (باليابانية: 僕のヒーローアカデミア، بالروماجي: Boku no Hīrō Academia) حيث أُنتج هذا الموسم من المسلسل التلفزيوني الأنمي بواسطة
بونز بإخراج كينجي ناغاساكي، ومع يوسوكي كورودا الذي يعمل أيضا في تأليف المسلسل، كما ويقدم يوشيهيكو أوماكوشي تصميمات للشخصيات ويقوم يوكي هاياشي بتأليف الموسيقى.
مثل بقية المواسم السابقة، فهو يقتبس من سلسلة كوهي هوريكوشي الأصلية المانغا التي تحمل نفس الاسم من بقية المجلد والذي يحتوي أكثر من 25 حلقة. أول آرك في الموسم وهو "معسكر التدريب في الغابة" (الفصول 70-83)، ثم يليه آرك "غارة المخبأ" (الفصول 84-97)، ثم يتبعه آرك ""اختبار من أجل رخصة البطل المؤقتة"" (الفصول 98-121) وينتهي بآرك بداية ظهور "شي ساكي" (الفصول 122-124). بث هذا الموسم في 7 من أبريل إلى 29 من سبتمبر 2018 في اليابان.

## قصة الموسم
يكمل إيزوكو ميدوريا وأصدقاؤه طلاب الفصل 1-A في مدرسة ثانوية مرموقة للأبطال في التدريب. حيث يواجه الطلاب صراعاتهم وتحدياتهم وهم يقاتلون من أجل البقاء على قيد الحياة خلال المعسكر التدريبي ويسعون لإنقاذ أحد زملائهم في الفصل، كما وتحدث صراعات عنيفة حيث يواجه البطل أول مايت عدوه الشرير أول فور ون. ويركز النصف الثاني من هذا الموسم على قيام الطلاب لامتحان رخصة البطل المؤقتة، وهو اختبار يسمح للطلاب بالحصول على رخصة بطل والمشاركة في دراسات العمل كأبطال كاملي الصلحية.

## إنتاج والإصدار
أصدرت توهو الموسم على دي في دي وبلو راي في ثماني مجموعات، تحتوي كل منها على حلقتين إلى أربع حلقات، في الفترة ما بين 18 يوليو 2018 و13 فبراير 2019. حيث رخص الموسم لإصداره باللغة الإنجليزية في أمريكا الشمالية وإصداره في مجموعتين في 7 من مايو و3 مت سبتمبر 2019. يبث الموسم في حين أنه يبث بشكل متزامن في خارج آسيا أثناء ذلك.

## إصدار الفيديو

### اليابانية
أصدرت توهو الموسم الثالث من الأنمي على دي في دي وبلو راي في ثمانية مجلدات في اليابان، مع إصدار المجلد الأول في 18 من يوليو 2018، وإصدار المجلد النهائي في 13 من فبراير 2019.

### الانجليزية
أصدرت فنميشن السلسلة في أمريكا الشمالية في مجلدين، حيث تم إصدار المجلد الأول في 7 من مايو 2019، والمجلد الثاني في 3 من سبتمبر 2019. حيث تلقى المجلد الأول إصدارًا مجمعًا محدود، بالإضافة إلى إصدار مجمع الإصدار القياسي، وإصدار دي في دي قياسي. تلقى كلا المجلدين إصدار دي في دي/بلو راي في 10 من نوفمبر 2020. في المملكة المتحدة وأيرلندا، حيث تقوم
مانغا إنترتينمنت بتوزيع السلسلة لـ فنميشن، حيث أصدرت الجزء الأول في إصدار محدود ومجمع، إلى جانب إصدار قياسي دي في دي وبلو راي، في 13 من مايو 2019. والجزء الثاني منه في 9 من سبتمبر 2019. في أستراليا ونيوزيلندا، تقوم
مادمان إنترتينمنت بتوزيع المسلسل لـ فنميشن، ومن المقرر إصدار الجزء الأول في الإصدارات القياسية والمحدودة في 7 من أغسطس 2019. والجزء الثاني منه في 6 من نوفمبر 2019.

## روابط خارجية
- أكاديمية بطلي (الموسم 3) على موقع ANN anime (الإنجليزية)